# Елена Петровна Сербская
Елена Петровна (1884, Цетине, Черногория — 1962, Ницца, Франция) — супруга князя императорской крови Иоанна Константиновича, урождённая принцесса Сербская, дочь сербского короля Петра I из династии Карагеоргиевичей и принцессы Зорки Черногорской (1864—1890). Сестра короля Югославии Александра I, племянница великой княгини Милицы Николаевны и великой княгини Анастасии Николаевны.

## Биография
Елена — единственная дочь короля Сербии Петра I из династии Карагеоргиевичей и принцессы Зорки Черногорской. Она была старшим ребёнком в семье. Крестными родителями принцессы стали император Александр III ( его представителем был дипломат Аргиропуло) и великобританская принцесса Мария (её заменяла тетя принцессы - Милица).  Мать умерла, когда девочке было шесть лет.  Отец большую часть жизни проводил вне Сербии, подолгу находился в Швейцарии, Франции, Италии, Черногории. Елена, как и два младших брата Георгий и Александр, будущий король Югославии, жила и воспитывалась у своего деда по материнской линии, черногорского князя Николы Негоша.
Лишь в 1903 году её отец, принц-изгнанник, занял сербский престол. В своей внешней политике Пётр I ориентировался на Россию. Поэтому решил выдать свою дочь Елену за русского князя. Однажды, будучи в гостях у своей тётки Елены Черногорской, супруги итальянского короля Виктора Эммануила III, Елена Сербская познакомилась с князем императорской крови Иоанном Константиновичем, сыном великого князя Константина Константиновича.
Свадьба Елены и Иоанна Константиновича состоялась 21 августа 1911 года в Большом Петергофском дворце. Невеста была в русском платье из серебряной парчи, но без серебряной короны, так как жених не был великим князем. У них родилось двое детей:
- Всеволод (1914—1973), три брака бездетные;
- Екатерина (1915—2007):
  - Николетта (р. 23 июля 1938, Рим); замужем за Альберто Грундлендом. Дети:
    - Эдуардо Альберто Грундленд (р. 15 января 1967); женился в 1999 году на Марии Эстер Пита Бланко, у пары один сын.
    - Александра Габриелла Грундленд (р. 17 сентября 1971); вышла замуж за Роберто Кастро Падула в 2001 году, один сын.

  - Фьяметта (р. 19 февраля 1940, Будапешт); в первом браке с Виктором Карлосом Арселасом (в браке с 1969 до 1980), второй брак с 1981 года с Нельсоном Занелли. Трое детей от двух браков:
    - Виктор Джон Арселас (р. 24 ноября 1973).
    - Себастьян Карлос Арселас (р. 5 ноября 1976, Нью-Йорк), американский актёр. Женат на актрисе Стефани Блок[англ.], с которой имеет одну дочь.
    - Алессандро Занелли (р. 31 июля 1984).

  - Иоанн (Джованни) (р. 20 октября 1943, Рим); женат на Мари-Клод Тилльер-Дебесс (р. 1944, Париж). Дети:
    - Алессандро Фараче (р. 29 августа 1971).
    - Ян Фараче (р. 4 октября 1974); женился в 2009 году на Анне-Софии Лейгнел, у пары один сын.

В ходе Балканских войн организовала в России санитарный отряд для Сербии, который прибыл вместе с ней в Белград 15 (28) октября 1912 года. В Сербии она пробыла недолго (хотя успела немало потрудиться) и уже 24 ноября (7 декабря) 1912 года уехала в Санкт-Петербург.

## В Советской России
В 1918 году, после Октябрьской революции, Иоанн Константинович вместе с братьями Игорем и Константином были высланы в Вятку, затем в Екатеринбург, а потом, в мае 1918 года, сосланы в Алапаевск. Елена Петровна, хотя и не была арестована, отправилась вместе с мужем в ссылку, оставив детей на попечение свекрови. В июне 1918 года Елена Петровна покинула Алапаевск, направившись в Москву, надеясь добиться там освобождения мужа. В дороге, узнав, что её мужа и других ссыльных перевели на «тюремный режим», она приняла решение не ехать далее, оставаясь в Екатеринбурге и требуя от местных большевистских властей позволения разделить с мужем тяготы тюремного заключения.
Дабы хлопоты Елены Петровны не помешали расправиться с собранными на Урале Романовыми, уральские большевики приняли решение арестовать Елену Петровну, что и было сделано в Екатеринбурге 7 июля 1918 года под предлогом попыток установить ею связь с содержащейся в доме Ипатьева в Екатеринбурге царской семьёй.
В течение многих лет Елена Петровна писала по-французски свои мемуары "Я была в Екатеринбурге", посвященные в основном событиям 1917-1918 гг. Оставшись во всем верной близкородственной ей семье Царя Николая II, она оказалась среди последних свидетелей (и последней из Августейших особ) их страданий в екатеринбургском заключении. В 2024-2025 гг. эти мемуары полностью собраны, переведены на русский язык и изданы с научным комментарием и иллюстрациями по машинописной рукописи из Гуверовского архива (США) 
В ночь с 17 на 18 июля Иоанна Константиновича и его братьев живыми сбросили в шахту под Алапаевском и забросали гранатами. В конце июля 1918 года арестованная Елена Петровна была перевезена в Пермь. В судьбу принцессы вмешались сербское и норвежское (свекровью Елены Петровны была великая княгиня Елизавета Маврикиевна, урождённая немецкая принцесса, которая на тот момент уже находилась с детьми Елены Петровны в Норвегии и хлопотала за свою невестку) посольства, под их давлением в ноябре 1918 года Елена Петровна была переведена в Москву:670—673.
Врач С. Мицкевич дал своё заключение: «Мною констатирован у неё психоневроз в стадии тяжелого психического угнетения… с приступами острой тоски, с мыслями о самоубийстве… Дальнейшее заключение может ухудшить её психическое состояние и довести до тяжелой душевной болезни». 2 декабря 1918 года Президиум ВЦИК постановил передать её норвежскому посольству и «не препятствовать её выезду из пределов РСФСР».

## Последние годы

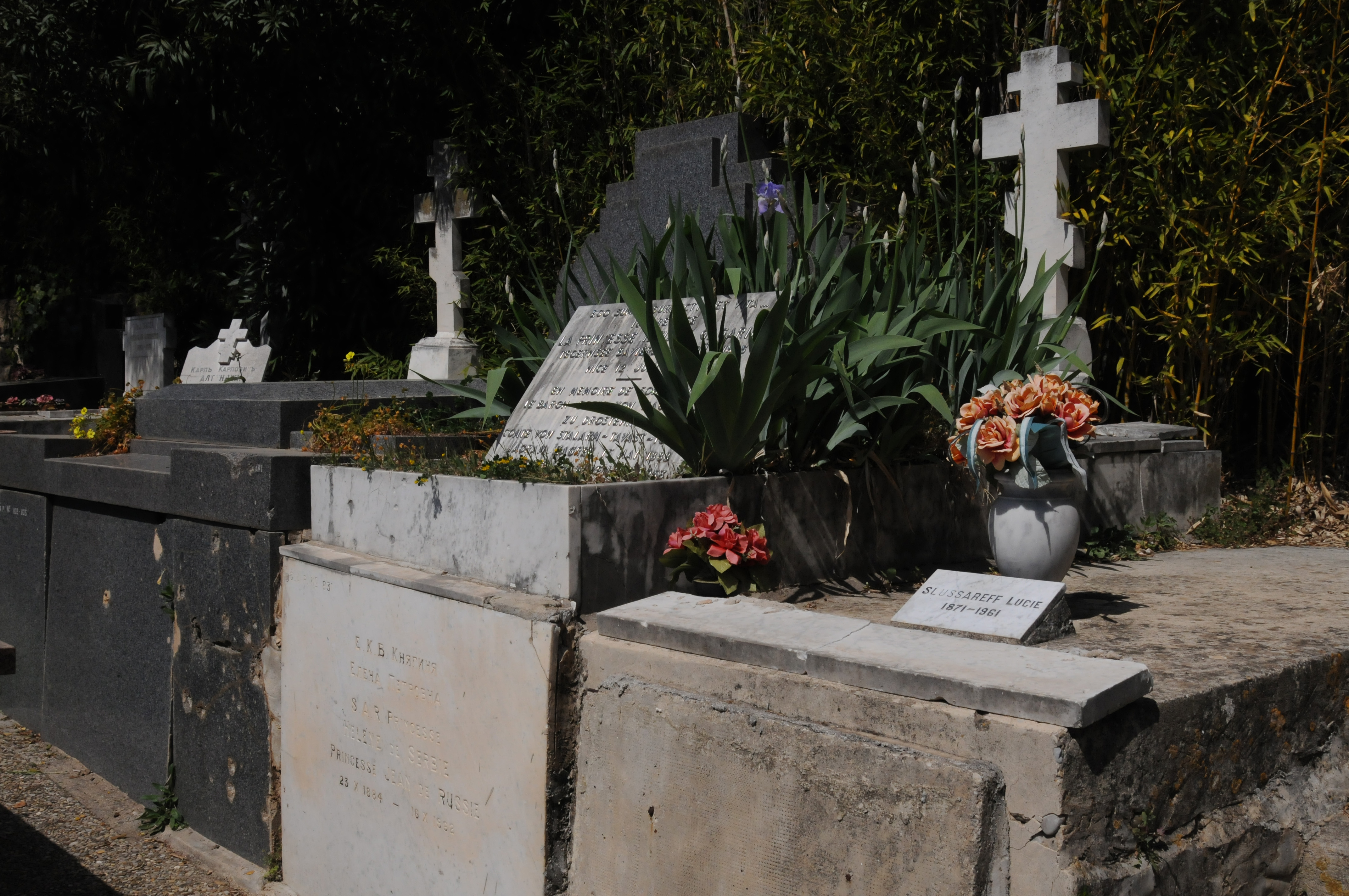
Могила Елены Петровны Сербской в Ницце, на Русском кладбище Кокад.

После освобождения Елене Петровне удалось перебраться в Стокгольм, куда переехали её свекровь и дети. Детей она увезла в Сербию, затем некоторое время жила с ними во Франции, а потом переехала в Англию, где сын и дочь могли получить хорошее образование. Появившаяся уже в наши дни благодаря шведскому журналисту Стеффану Скотту байка о том, что «Елена Петровна настолько возненавидела Россию, что не пожелала, чтобы её дети учили русский язык», является откровенной ложью и полностью не соответствует действительности. Внук княгини маркиз Иван Фараче ди Виллафореста писал, что до конца своих дней Елена Петровна помогала русским эмигрантам, в то время как сама жила за чертой бедности. Она являлась покровительницей многих русских учреждений, приютов, помогала бывшим однополчанам своего мужа и служащим своего двора. Эта помощь носила частный характер, и мало кто знал о ней в широких кругах русской эмиграции.
Скончалась Елена Петровна 16 октября 1962 года в Ницце, похоронена на Русском кладбище Кокад.

## Благотворительная деятельность
В годы Первой Балканской войны был организован лазарет Её королевского высочества княгини Елены Петровны, финансировавшийся на средства княгини и её супруга. Прибыв в Сербию 5 (28) октября 1912 года, лазарет разместился во Вранье и действовал во время Первой и Второй войн.
В Белграде, по инициативе супруги русского посланника Александры Павловны Гартвиг, был открыт приют-ясли, который позднее был преобразован в приют военных сирот. К марту 1914 года там на полном обеспечении находилось 80 сирот. Средства выделяли Санкт-петербургское Славянское благотворительное общество, Совет детских приютов Ведомства учреждений императрицы Марии, Священный синод, частные благотворители. Приют находился под покровительством Елены Петровны.
Во время Первой мировой войны Елена Петровна организовала на свои средства санитарный поезд и по примеру многих других женщин из Царской семьи отправилась на фронт. К ней присоединилась дочь великого князя Павла Александровича — Мария Павловна-младшая.

## Награды
- 1906 год: За помощь в трудах милосердия в период русско-японской войны императрица Мария Федоровна пожаловала её королевскому высочеству княжне Елене Петровне знаки отличия Красного Креста 1-й степени;
- 1911 год: орден Св. Екатерины;
- 1913 год: сербский орден «Крест Милосердия»;
- 1915 год: Георгиевская медаль 4-й степени «За самоотверженную деятельность в качестве сестры милосердия при лазарете Мраморного дворца в Истербурге в августе 1914 г.»